# Алонсо де Саласар
Торібіо Алонсо де Саласар — іспанський мореплавець, відкрив Маршалові острови, бувши капітаном судна «Santa Maria de la Victoria», з якого, як вважається, він спостерігав атол Бокак, однак, висадки не здійснив.
Його судно було останнім з тих, що вижили в експедиції Хуана Гарсія Хофре де Лоайси, який намагався повторити навколосвітню подорож Магеллана.